# Zaho
Zehira Darabid（1980年5月10日—），艺名Zaho，出生于阿尔及利亚瓦赫兰，是一位R&B歌手，现居加拿大蒙特利尔。

## 生平
Zaho出生于阿尔及利亚瓦赫兰，在阿尔及尔的Bab Ezzouar长大，18岁随全家移居加拿大蒙特利尔。7岁时开始学习弹奏吉他。她的父亲是一位执行官（executive），母亲则是大学的数学教授。
2008年，发行了她的第一张专辑——Dima（意为“永远”）。

## 单曲
- "Hey papi" with Soprano (2006)
- "Lune de miel" with Don Choa (2008)
- "Je te promets" (2008)
- "C'est chelou" (2008)
- "La roue tourne" with Tunisiano
- "Kif'n´Dir"
- "La Roue Tourne"